# Senftenberg (Austria)
Senftenberg – gmina targowa w Austrii, w kraju związkowym Dolna Austria, w powiecie Krems-Land. Liczy 1 923 mieszkańców (1 stycznia 2014).

## Współpraca
Miejscowości partnerskie:
- Senftenberg, Niemcy